# Systems Biology in Reproductive Medicine
Systems Biology in Reproductive Medicine is een internationaal, aan collegiale toetsing onderworpen wetenschappelijk tijdschrift op het gebied van de voortplanting en de systeembiologie. De naam wordt in literatuurverwijzingen meestal afgekort tot Syst. Biol. Reprod. Med. Het wordt uitgegeven door Informa Healthcare en verschijnt tweemaandelijks. Het eerste nummer verscheen in 1978.